# 오산역 e편한세상
오산역 e편한세상(영어: Osan Stn. e Pyeonhansesang)은 대한민국 경기도 오산시 원동에 위치한 대규모 아파트 단지이다. 2007년에 완공하였다. 총합 31개동, 총합 2,368세대이다.